# Notoxus impressipennis
Notoxus impressipennis là một loài bọ cánh cứng trong họ Anthicidae. Loài này được Spassky miêu tả khoa học năm 1955.